# Analamazaotra Forest Station
Analamazaotra Forest Station (Parc Mitsinjo) ist ein Schutzgebiet in Madagaskar, welches angeschlossen an das Analamazoatra Reserve und den Nationalpark Andasibe-Mantadia durch eine lokale Gemeinschaft verwaltet wird. Es liegt in der Region Alaotra-Mangoro im östlich-zentralen Teil der Insel. Das Schutzgebiet besteht aus 710 ha Regenwald und renaturierten Habitaten. Es wird auf Basis eines Vertrages zwischen der lokalen, von der Ortsgemeinde geführten Organisation Mitsinjo und dem Ministerium für Gewässer und Wälder verwaltet. Ein großer Teil der Forest Station besteht aus wieder aufgeforstetem Wald, der durch ein Habitat Restoration Project regeneriert wurde. David Attenborough filmte in dem Reservat 2011 für die BBC die Dokumentarfilmreihe Madagascar, unter anderem eine Szene, in der eine Familie Eigentlicher Streifentenreks einen Bach überqueren.

## Fauna
Die Forest Station zeichnet sich durch eine hohe Biodiversität aus. Es gibt mindestens sieben Gruppen von Indris im Reservat, von denen zwei an Menschen gewöhnt sind und gewöhnlich von Touristen gesehen werden. Außerdem gibt es Mausmakis, Büschelohrmakis, Fettschwanzmakis, Fingertiere, Braune Makis, Östliche Bambuslemuren und Kleinzahn-Wieselmakis.
Mindestens sechs Arten von Tenreks sind zu finden (Großer Tenrek, Großer Igeltenrek, Eigentlicher Streifentenrek, Eigentlicher Reiswühler, Kleintenreks und Wassertenrek).
Das Reservat ist auch für seine Herpetofauna bekannt. Mehr als 100 Arten von Fröschen kommen in einem Umkreis von 30 km vor. Außerdem kommen mindestens fünf Arten Chamäleons vor (Brookesia superciliaris – Braunes Zwerg-Chamäleon), Parsons Chamäleon, Kurzhorn-Chamäleon (Calumma brevicorne), Calumma nasutum und Calumma gastrotaenia, sowie die Madagaskar-Hundskopfboa (Sanzinia madagascariensis).